# ماي لونا
ماي لونا (3 مايو 1998 - ) هي لاعبة كرة طائرة كندا.